# Lago Chilwa
Il lago Chilwa è il secondo lago del Malawi per espansione dopo il Lago Malawi. Si trova nel distretto di Zomba orientale, vicino al confine con il Mozambico. Lungo approssimativamente 60 km e largo circa 40, il lago è circondato da zone umide. Al centro del lago vi è un'isola dal nome Chisi.
Il lago non ha sbocchi, ed è a rischio di prosciugamento se l'acqua nel suo bacino è deviata per uso umano. Il Danish International Development Agency sta lavorando per assicurare la conservazione del lago e delle sue zone umide.
335 villaggi con oltre 60.000 abitanti praticano la pesca sul lago, e pescano oltre 17.000 tonnellate ogni anno, il 20% di tutto il pesce catturato in Malawi.
Il lago dà ospitalità a una popolazione di uccelli di circa 1,5 milioni di esemplari di circa 160 specie differenti.
Alcuni di questi migrano verso la Asian - East African Flyway dalla Siberia ogni anno.
Con dodici specie di uccelli, il loro numero è pari a oltre l'1% della popolazione totale che effettua la rotta.
La popolazione umana locale è densa e in crescita, e caccia uccelli in gran quantità come fonte di proteine quando le scorte di pesce sono basse. Si stanno facendo sforzi per assicurarsi che questa caccia venga condotta in modo sostenibile.